# Mausoleo

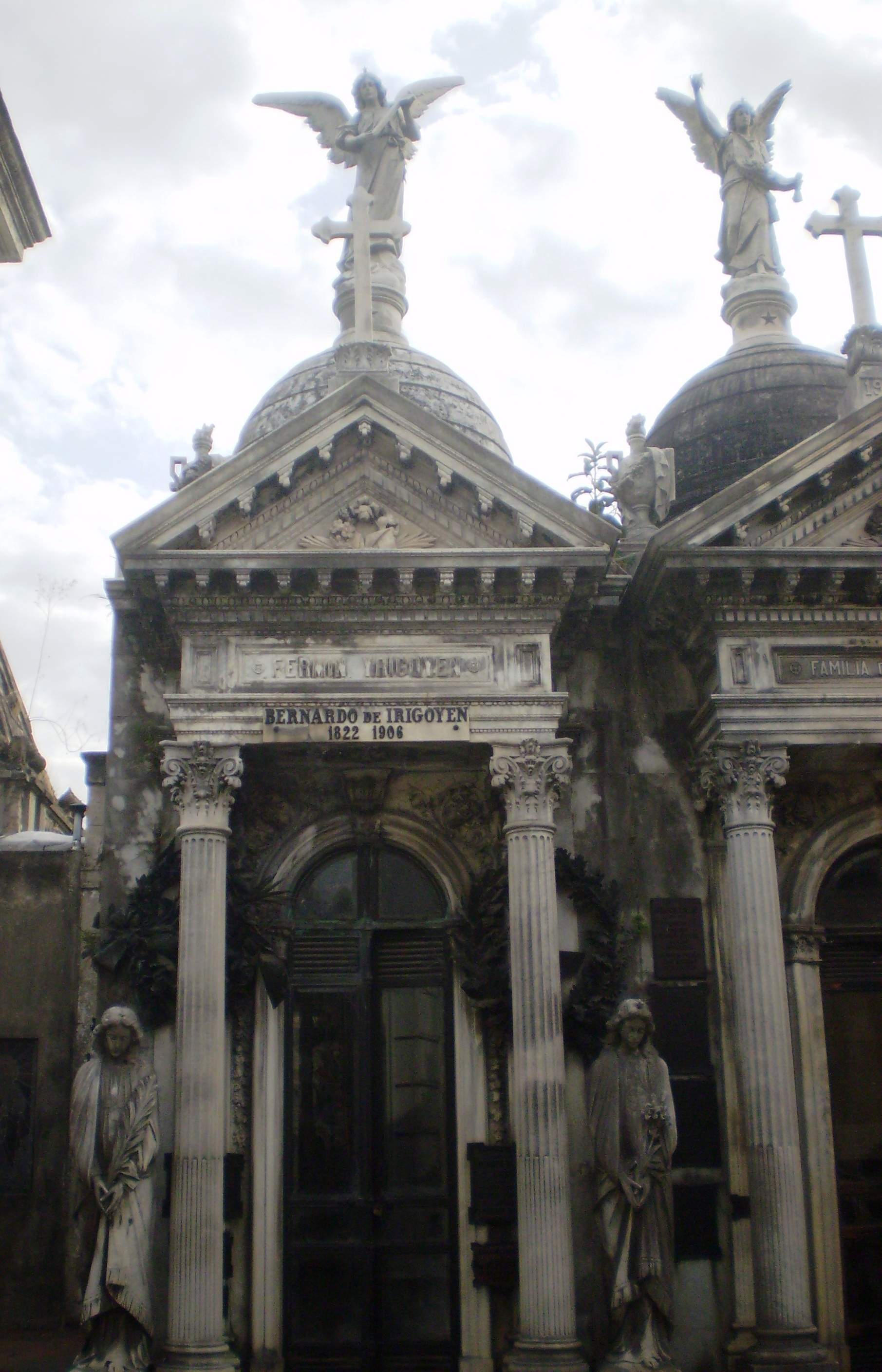
Mausoleo en el Cementerio de la Recoleta, Buenos Aires (Argentina).

El término mausoleo hace referencia a una edificación que se elabora para conservar y alabar a los restos de una persona, familia entera o grupo de personas con algún tipo de relación. Los mausoleos pueden variar según cada caso, desde sus dimensiones y formas hasta los materiales y adornos que se emplean. Normalmente, por sus propiedades, son considerados como magníficas demostraciones de arte, hasta que pasan a ser lugares turísticos.
La función principal de esta edificación es la de resguardar y preservar en óptimas condiciones, los restos de la persona/s fallecida. Por lo cual en el interior de un mausoleo se va a crear un espacio de paz y calma en el cual se depositarán los restos incinerados o no, del difunto, para su interminable descanso. 
Los mausoleos muchas veces son confundidos con tumbas, pues al fin y al cabo, la función que cumplen ambas es la misma. Sin embargo los mausoleos pueden ser más o menos impresionantes, dependiendo del presupuesto, normalmente son asociados a la nobleza o realeza, es decir, a las clases más acomodadas de la sociedad, demostrando hasta en el final de sus días el poderío e importancia que tuvieron en vida

## Historia

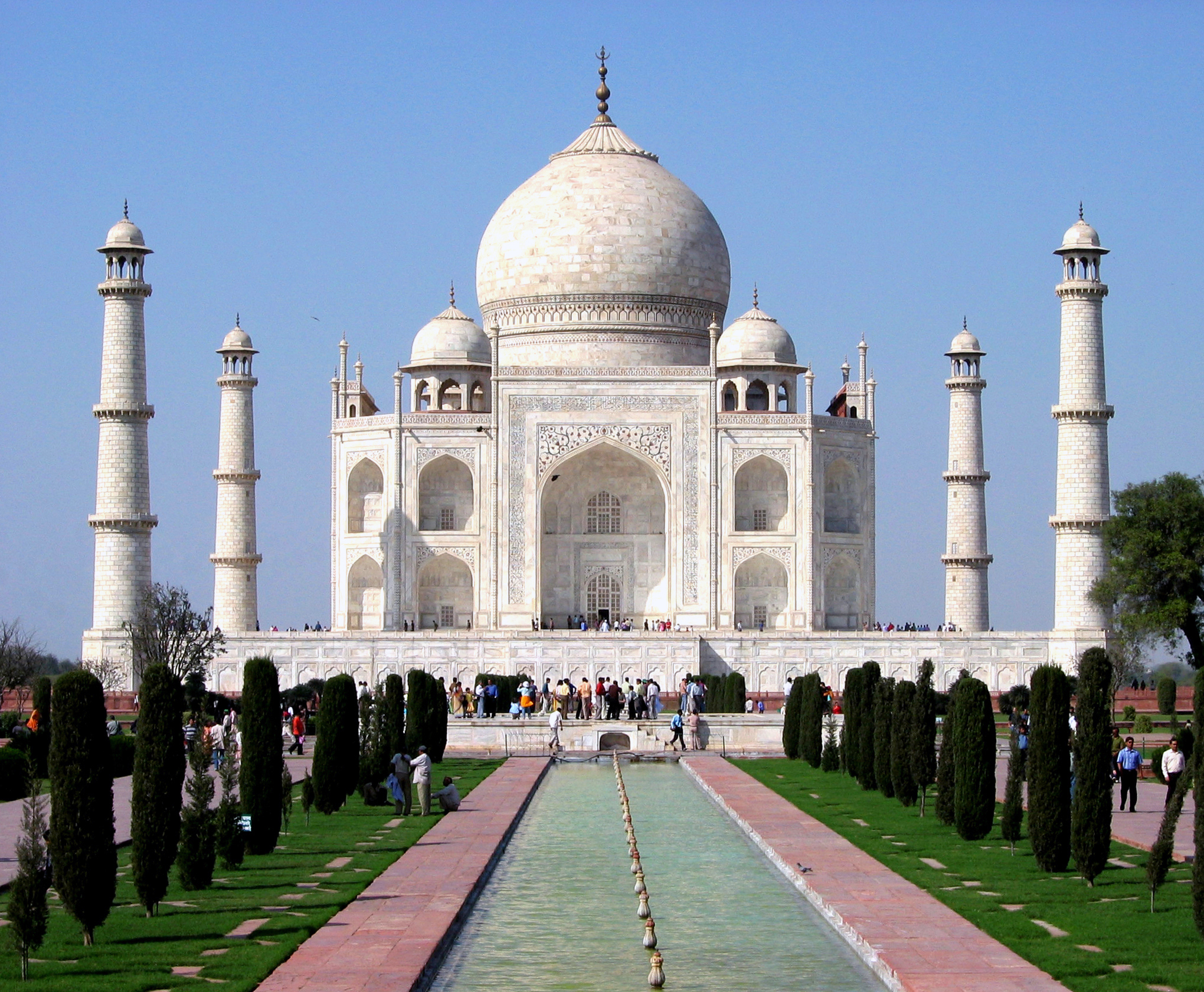
El Taj Mahal, en Agra, India es el mausoleo más famoso y fotografiado del mundo.

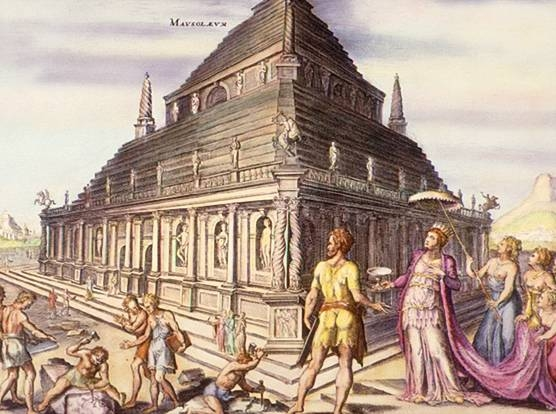
El mausoleo de Halicarnaso. Grabado de Martin van Heemskerck (siglo XVI).

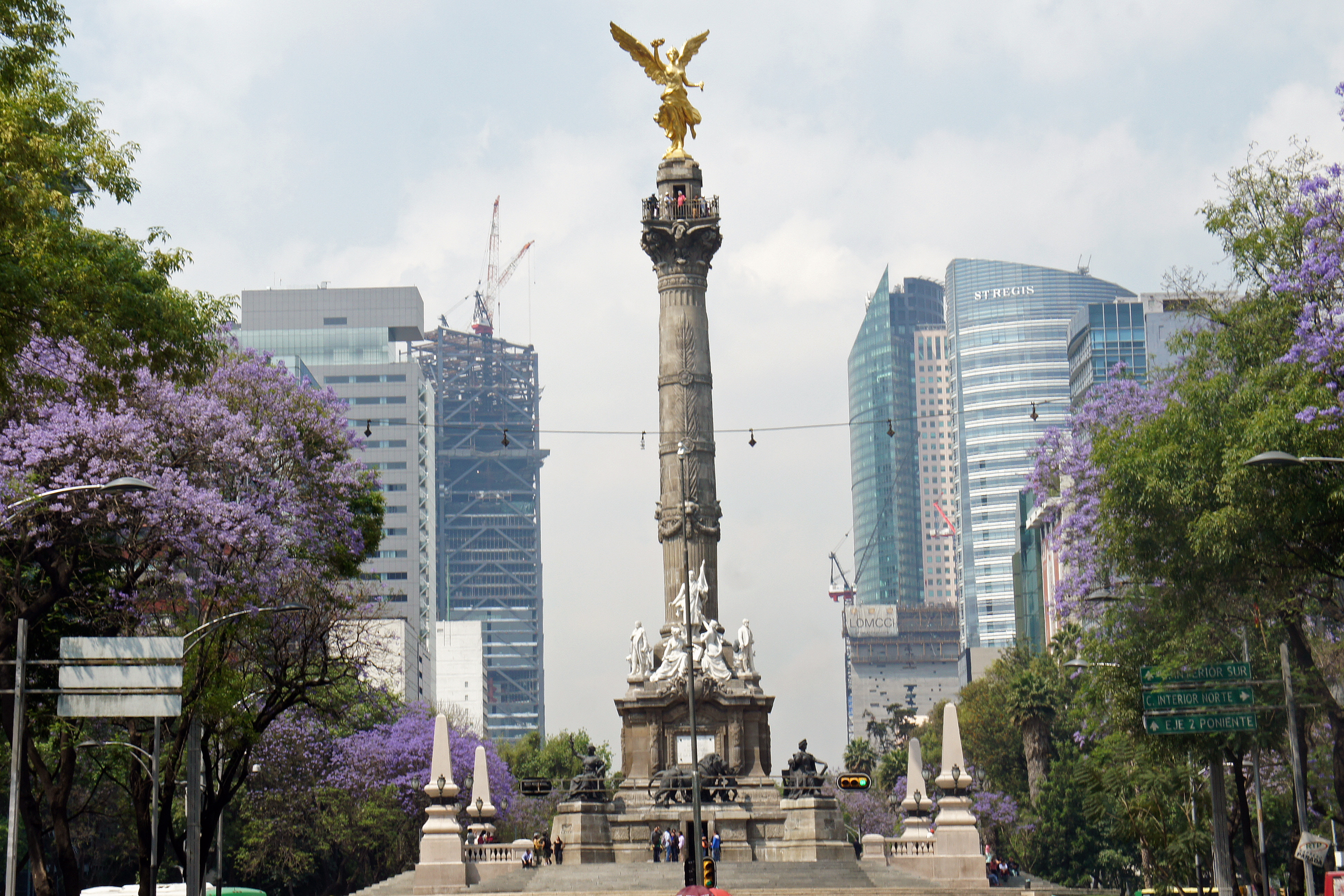
Ángel de la Independencia, mausoleo de los próceres de México.

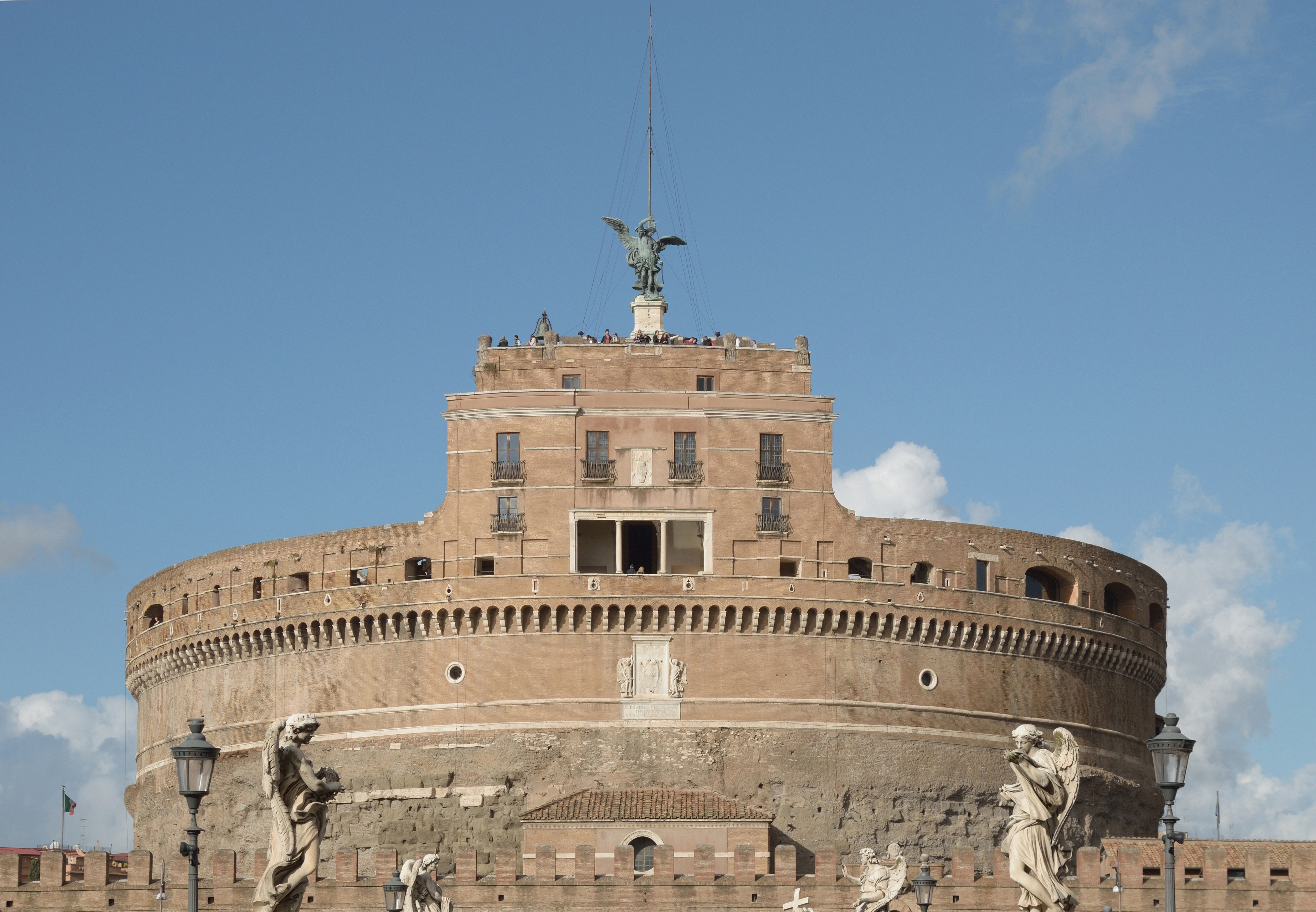
Castel Sant'Angelo o Mausoleo de Adriano, en Roma.

Etimológicamente proviene del latín: Mausolēum, sepulcro de Mausolo, rey de Caria, quien se hizo construir el famoso Mausoleo de Halicarnaso, una de las llamadas Siete Maravillas del Mundo. Mausolo era uno de los príncipes más ricos y poderosos de su tiempo; a su muerte fue tan llorado por su esposa Artemisa II que ésta para enaltecer la memoria de su amado, mandó construir en Halicarnaso un magnífico sepulcro, cuyo esplendor eclipsaba todo lo que en este género se había visto hasta entonces. Medía 400 pies de circunferencia, 140 de altura y contenía en su recinto 36 columnas. La pirámide que coronaba el monumento tenía por remate un carro de mármol tirado por cuatro caballos. Muchos célebres escultores, Timoteo, Escopas y Leocares entre otros, lo habían enriquecido con estatuas y bajorrelieves. Desde entonces el nombre de Mausoleo ha sido aplicado a todos los monumentos fúnebres levantados en honor de un príncipe u otro personaje notable.

## Etimología
Proveniente de Mausolo, Rey de Caria. Al morir, su esposa Artemisa II, reina de Caria, mandó a erigir un monumento funerario, el cual en su honor se le llamó Mausoleo de Halicarnaso.

## Tipos de Mausoleos
Existen algunos mausoleos en el mundo tales como el Taj Mahal, ordenado construir por el emperador mogol Sha Jahan, con el fin de servir de sepultura donde guardar los restos mortales de su esposa Mumtaz Mahal en la India. Fue comenzado a construir en 1632 y se tardó más de 20 años en acabarlo. Ha sido una de las maravillas del mundo y es una de las más hermosas de todo el mundo además de ser una de las más grandes.

### Egipto

#### Mausoleo del Aga Khan
Shah Aga Khan fue un líder espiritual del ismailismo, falleció en el año 1957. Fue merecedor de un mausoleo que se encuentra en la ciudad de Asuán. Normalmente a primera vista da la impresión de tratarse de un edificio sobrio y aislado, sin embargo posee una estructura arquitectónica magnífica con vistas al río Nilo. Este monumento se basó en la arquitectura de los fatimíes del Cairo, ya que esta caracterizado por su finura y por el empleo particular que se ha hecho del granito rosa. El mausoleo fue edificado por orden de la cuarta y última esposa de Khan, llamada Begum Om Habibeh Aga Khan, en 1957. 
En la interioridad del mausoleo se encuentra una lindeza insuperable, sus tapices de color rojo y junto con otros colores claros le otorgan una claridad propia que difiere con el estilo característico.
En este monumento existe una historia de amor, pues su última esposa tras la pérdida de su esposo, visitaba cada día hasta su muerte (2000) la tumba del Aga Khan, llevando consigo siempre una rosa roja para depositar sobre esta.

### India

#### Mausoleo el Taj Mahal
Taj Mahal quiere decir "corona de los palacios" y  se trata de una de las siete maravillas del mundo. Este impresionante mausoleo fue construido en siglo XVII, ubicado cerca de la ciudad de Agra en el estado de Uttar Pradesh, en India. Este monumento encierra una gran historia de amor entre el emperador y su esposa. Para la realización de esta edificación se debía lograr una belleza eterna que representará el amor del emperador hacia su esposa. En este proyecto intervinieron multitud de arquitectos pues era complicado satisfacer las peticiones del emperador. 
Al encontrarse cerca del río Yamuna hizo complicado la estructuración de una base estable, por lo que obligó a los arquitectos a innovar un sistema nuevo de cimentación. El mausoleo Taj Mahal está constituido por  diez edificaciones estructuradas para realizar la función de mausoleo, una de ellas, el jardín luz de Luna, se encuentra ubicado al otro lado del río Yamuna. La parte más llamativa de este mausoleo es la cúpula, ya que sus dimensiones son de 40 metros de ancho por 4 metros de alto, construida con anillos de piedra y mortero. Otros rasgos característicos son la utilización de efectos ópticos para generar impresión por parte de los visitantes y la clara influencia de la arquitectura oriental y occidental. 
Existen diversas curiosidades que se dicen del Taj Mahal: 
- "Se ordenó que dejasen ciegos y le cortaran las manos a todos los arquitectos jefes para que nunca pudiesen construir nada parecido
- En su construcción trabajaron alrededor de 20.000 personas y más de 1000 elefantes
- Estuvo a punto de ser destruido en el siglo XIX por los ingleses.
- Su arquitectura está basada en los estilos persa, islámico e indio.
- Dependiendo de cómo le dé el sol, el mausoleo puede verse hasta de 10 tonalidades de color distintas“

### Roma

#### Mausoleo de Augusto
El mausoleo de Augusto se encuentra ubicado en el centro histórico de Roma, entre el Tíber y la vía Flaminia. Su forma estructural es bastante compleja y  circular, constituido por cinco enormes muros centrales, en su entrada estaban colocados dos columnas en las cuales estaban colocadas dos placas de bronce en donde se inscribió la biografía del propio emperador Augusto. La parte más profunda del mausoleo está formada por bóvedas de cañón anulares y su parte exterior la conforman una especie de cámaras  perimetrales a las cuales no se puede acceder.
Esta magnífica construcción estuvo influida por estilos orientales y etruscos, puesto que  la parte superior de la cúpula se encontraba cubierta por tierra y árboles, simulando la apariencia de un bosque. El primer familiar en ser introducido en este mausoleo fue Marco Claudio Marcelo, que era sobrino y yerno de Augusto, a este le siguieron Agripa su yerno, Druso Maggiore Lucio, su hijo y Gaius Caesar. Augusto fue introducido al interior del mausoleo en el año 14 d. C. el último familiar en ser introducido al mausoleo fue Nerva en el año 98.
Una de las características más nombradas a lo largo de la historia fue, la impresionante estatua de bronce del emperador que se encontraba colocado en la parte superior de la edificación. Al pasar el tiempo este majestuoso mausoleo fue perdiendo poco a poco su importancia en el medio urbano y en la iconografía. La edad medieval, fue la época en la que más se deterioró este mausoleo, pues poco a poco se iba enterrando en capas de tierra e incluso esa gran estatua de Augusto fue fundida para realizar monedas, en los tiempos siguientes el mausoleo de Augusto fue traspasado a distintas familias romanas.

### España

#### Aragón
- Mausoleo romano de Fabara

#### Cataluña
- Villa-mausoleo de Centcelles
- Torre de los Escipiones
- El mausoleo romano de Vilablareix. Cerca de Gerona, en Vilablareix, existe una torre sepulcral. Este monumento “lo forman dos cuerpos y una especie de azotea. El material, aparte de los rojos ladrillos citados, es hormigón de cal y traquita, piedra volcánica abundante en el país, apisonada en capas de unos 2 a 4 cm de altura en un encofrado semejante a los que hoy se usan para levantar los muros de tapial. Debido a esto las paredes presentan un aspecto estriado. El cuerpo inferior se cubría con una bóveda de ladrillos unidos por mortero de cal, que se completó por encima hasta alcanzar la horizontal con un relleno de hormigón que forma el suelo del piso superior” (Cid, 1950;230).

#### Comunidad Valenciana
- Torre de Hércules (Villajoyosa)

Cartagena
- Torre Ciega (Cartagena)